# Hugh Wiley
Hugh Wiley (New Haven, 21 de mayo de 1927-Palmyra, 3 de septiembre de 1999) fue un jinete estadounidense que compitió en la modalidad de salto ecuestre. Ganó dos medallas de oro en los Juegos Panamericanos de 1959, en las pruebas individual y por equipos.

## Palmarés internacional
| Juegos Panamericanos | Juegos Panamericanos     | Juegos Panamericanos | Juegos Panamericanos |
| Año                  | Lugar                    | Medalla              | Categoría            |
| -------------------- | ------------------------ | -------------------- | -------------------- |
| 1959                 | Chicago (Estados Unidos) | Medalla de oro       | Individual           |
| 1959                 | Chicago (Estados Unidos) | Medalla de oro       | Por equipos          |